# Мярчиньский, Пшемыслав
Пшемыслав Мярчиньский (пол. Przemysław Miarczyński; 26 августа 1979, Гданьск) — польский виндсерфингист, бронзовый призёр Олимпийских игр.

## Статистика
| Соревнование/Год                   | 2000 | 2003 | 2004 | 2007 | 2008 | 2011 | 2012 | 2014 |
| ---------------------------------- | ---- | ---- | ---- | ---- | ---- | ---- | ---- | ---- |
| Летние Олимпийские игры            | 8    | -    | 5    | -    | 16   | -    | 3    | -    |
| Чемпионат мира по парусному спорту | -    | 1    | -    | 2    | -    | 4    | -    | 2    |

## Государственные награды
- Золотой Крест Заслуги (2010)